# Євгенівка (Волноваський район)
Євге́нівка — село Старомлинівської сільської громади Волноваського району Донецької області України.

## Загальні відомості
Відстань до райцентру становить близько 39 км і проходить переважно автошляхом Т 0509.
Землі села межують із територією с. Петрівське Волноваського району Донецької області.

## Історія
Засноване село у 1843 році.

## Населення
За даними перепису 2001 року населення села становило 590 осіб, із них 92,03 % зазначили рідною мову українську та 7,97 % — російську.